# Correio Official de Minas
Correio Official de Minas foi um jornal brasileiro editado em Ouro Preto, pela Typographia Provincial, estabelecida pelo então governo da Província de Minas Gerais através do Regulamento Nº38 - Lei 791.
Sua primeira edição circulou em 08 de janeiro de 1857, sendo publicado pelo menos até meados de 1860. 
O jornal servia como imprensa oficial para publicação de atos legislativos e de governo, além de publicar notícias de fatos do cotidiano da época e artigos científicos, literários ou particulares. 
Foi no jornal que em 19 e 23 de agosto de 1858, Rodrigo José Ferreira Bretas publicou em suas edições nº 169 e 170. uma das mais significativas fontes biográficas do importante escultor e entalhador mineiro Antônio Francisco Lisboa, o Aleijadinho.
O jornal pode ser considerado como embrião para o atual Diário Oficial do Estado de Minas Gerais, publicado pela Imprensa Oficial do Estado de Minas Gerais que viria a ser fundada em 1892 em substituição à Typographia Provincial.
Devido à sua importância histórica por representar um retrato do período de governo e da sociedade mineira na época em que foi publicado, o acervo digitalizado do jornal pode ser encontrado no sítio eletrônico da Biblioteca Nacional e também no sítio do Arquivo Público Mineiro.